# 贪欲的角逐
《贪欲的角逐》（法語：La Curée，1871-72）是埃米尔·左拉20部长篇小说系列《卢贡－马卡尔家族》中的第二部小说。小说内容涉及在十八世纪五六十年代乔治-欧仁·奥斯曼领导巴黎城市改建的背景下产生的房地产投机买卖和法兰西第二帝国时期极其富裕的暴发户生活。
《贪欲的角逐》大大不同于其前传《卢贡家族的家运》。它通常被翻译为《猎物》是由于文章中描述了狩猎游戏时把诱饵扔给狗。这是一部关于角色性格研究的小说。其中三个人物:第一个人物是阿里斯蒂德·卢贡(后改名为萨卡尔)，无情的精于算计的皮埃尔·卢贡和资产阶级分子菲丽希特最小的儿子（菲丽希特非常溺爱阿里斯蒂德），他们都是波拿巴主义并且被对财富的欲望驱使；第二个任务是阿里斯蒂德年轻的第二任妻子勒内（他的第一任妻子在他们从偏僻的普拉桑搬到巴黎不久后就去世了；第三个人物是马克西姆，阿里斯蒂德第一段婚姻生下的纨绔的儿子。

## 小说情节概括

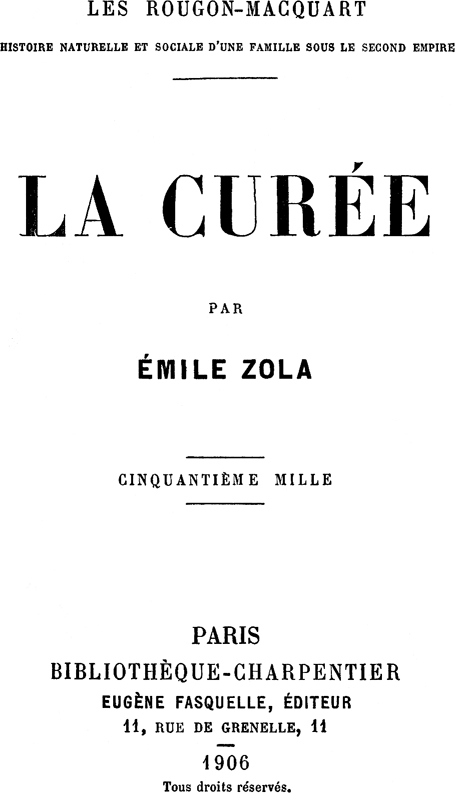
La Curée

小说开篇描绘了极尽奢华的场面，从勒内和马克西姆在奢侈的马车中打发时间，在19世纪巴黎街头交通堵塞的情境下慢慢驶出巴黎人公园（布洛涅森林）。开篇就明显传达给读者这些穷奢极侈的角色丝毫不向民生问题妥协。他们到达他们的府邸后并没有先准备巴黎最富有的人会来参加的宴会，而是先由仆人为他们着装打扮。从开头到这里的描写似乎与前一部小说完全没有连续性，直到第二章左拉揭露了这个奢华的场景是发生在14年之后。在后续篇章左拉以倒叙的方式续写前传《卢贡家族的家运》。
在第一部小说《卢贡家族的家运》中尤金·卢贡仕途得意，他的弟弟阿里斯蒂德是一名无能的记者，是一个无法承担责任而后被孤立的喜剧角色。他决定去跟随尤金，并且认为让尤金帮助他获得财富和权利是他与生俱来的权利。尤金承诺只要阿里斯蒂德不插手他的事情，并且改姓以避免阿里斯蒂德的越轨行为沾上自己影响仕途，就会帮阿里斯蒂德得到他想要的一切。于是阿里斯蒂德改姓为萨卡尔，尤金给了他一份表面上看单调的在城市规划局的工作。改姓了的萨卡尔很快明白，原本他以为百无聊赖的工作竟可以提供给他巴黎城市房屋重建以开辟新的道路系统的内部资料。得知被拆迁房屋的所有者会得到可观的赔偿金后，萨卡尔设法借钱在这些房屋被政府收购之前买下，以赚取巨额收入。
萨卡尔一开始没有投资资金。左拉描绘了一个惊人的麻木不仁的场面。
当他妻子身患绝症，在另一个房间重病卧床的时候，他已经计划好赢取一个富有的女孩勒内。勒内未婚先孕，她的家庭为了避免流言蜚语，向任何愿意娶她并且认未出世的孩子为自己的骨肉的男性提供巨额嫁妆。萨卡尔接受了这个提议，于是他的投机行为蓄势待发。他把他的女儿送回他们普拉桑的家，并且把他的大儿子送到巴黎人的寄宿学校。读者后来再看到有关马克西姆的描写是在多年以后他离开学校见到比他至少年长七岁的继母勒内。
倒叙部分结束之后，小说剩余部分发生时间是在萨卡尔发财后，记录了他的挥霍无度、攻于心计以及三角的涉及性和政治关系的阴谋。勒内和马克西姆开始了他们继母与继子之间的乱伦关系。萨卡尔怀疑他妻子和他儿子的乱伦关系，但或许是因为他和他妻子的有名无实的商业性婚姻他选择不追究。萨卡尔试图说服勒内卖给他她娘家的价值百万的房契，但勒内拒绝了。不安的气氛遍布余下的小说内容直到以令人愤怒的虚伪、不道德的暴发户的多个场面描写达到高潮并结束。
左拉写《贪欲的角逐》时是一个穷困潦倒的新闻记者，他从未亲身经历过那些他描绘出来的极尽奢华的场面。为了 弥补这方面的缺失，他参观了大量法国供公众参观的豪华古宅，并且记录了许多关于建筑、女性和男性的时装样式、珠宝、花园设计、温室植物（小说中一个诱奸场面发生在萨卡尔的温室中），马车，言谈举止，仆人的装束。这些记录（有一大部分被保存下来）耗费了左拉大量时间，小说的现实主义广为后人称赞。

## 主题
- 投机（以阿里斯蒂德为代表）
- 放荡（以勒内为象征）
- 性偏离（以马克西姆作为表现）
- 新的资产阶级的发展（对比投机行为）
- 旧的资产阶级的告终（以贝劳德酒店为象征）
- 尝试压抑本性或过分满足天性（温室）
- 贪婪（左拉小说中的常见主题）
- 不道德（左拉小说中的常见主题）

## 主要人物
- 阿里斯蒂德·（卢贡）萨卡尔，投机商
- 勒内·萨卡尔，阿里斯蒂德·萨卡尔的妻子
- 马克西姆·萨卡尔，阿里斯蒂德的儿子；花花公子
- 茜东妮 ·卢贡，阿里斯蒂德的姐姐; 老鸨
- 尤金 ·卢贡， 阿里斯蒂德的哥哥; 政治家
- 劳文伦斯夫人，老鸨
- 露易丝，马克西姆的未婚妻；驼背的人
- 苏珊·哈弗娜和阿德琳娜·德斯班纳，勒内最好的朋友，一对同性恋情人

## 英文译本
这部小说的首个译本（译者不详）翻译效果不佳，并且多处被删节，后来在19世纪八九十年代亨利·维泽特利将其重新翻译，并且改名为《猎物的争夺》，由乔治·摩尔撰写引言。
1895年诗人及小说家亚历山大·特谢拉·德·马托斯翻译的未删减译本以限定版出版，印有法语标题并在括号中写出英文翻译标题。此译作后来在1954年重印并改名为《贪欲的角逐》，是在100多年来各个译本中的标准英语的版本。评论家格雷厄姆·金说到这惊人的永恒的表述方法无疑阻止了更加现代的翻译版本的出现。
2004年由亚瑟·戈德哈默（由《现代图书馆》出版）和布莱恩·纳尔逊（由《牛津世界经典》出版）翻译的两个英文译本广受赞誉。

## 改编作品
1917年《贪欲的角逐》被改编成意大利默剧《幸福生活》，由巴达沙利·尼格罗尼导演。
导演罗杰·瓦迪姆在1966年的电影《贪欲的角逐》中将故事背景重新设定到现代社会的巴黎，在英语国家以《游戏结束》的名字上映，由简·方达，米歇尔·皮科利和皮特·麦克内里主演。

## 评论性文章
- Charle, Christophe. A Social History of France in the 19th Century. Trans. Miriam Kochan. Oxford: Berg, 1994.
- Nelson, Brian. “Speculation and Dissipation: A Reading of Zola’s La Curée”.
- Petrey, Sandy. "Stylistics and Society in La Curée." MLN, October, 1974. pp. 626–640.
- Sedgwick, Eve Kosofsky. Between Men: English Literature and Male Homosocial Desire. New York: Columbia University Press, 1985.